# Немецкий крест
Военный орден Немецкого креста (нем. Der Kriegsorden des Deutschen Kreuzes) — немецкий военный орден Второй мировой войны, учреждённый Адольфом Гитлером 28 сентября 1941 года как промежуточная ступень между Железным крестом первого класса и Рыцарским железным крестом.

## История появления
Несмотря на наличие достаточного количества военных наград, руководство Третьего рейха ощущало серьёзную необходимость учреждения ордена, который был бы почётнее Железного креста, но при этом находился бы на наградной лестнице ниже Рыцарского креста железного креста. Поэтому 28 сентября 1941 года было объявлено о появлении Немецкого креста.

## Описание

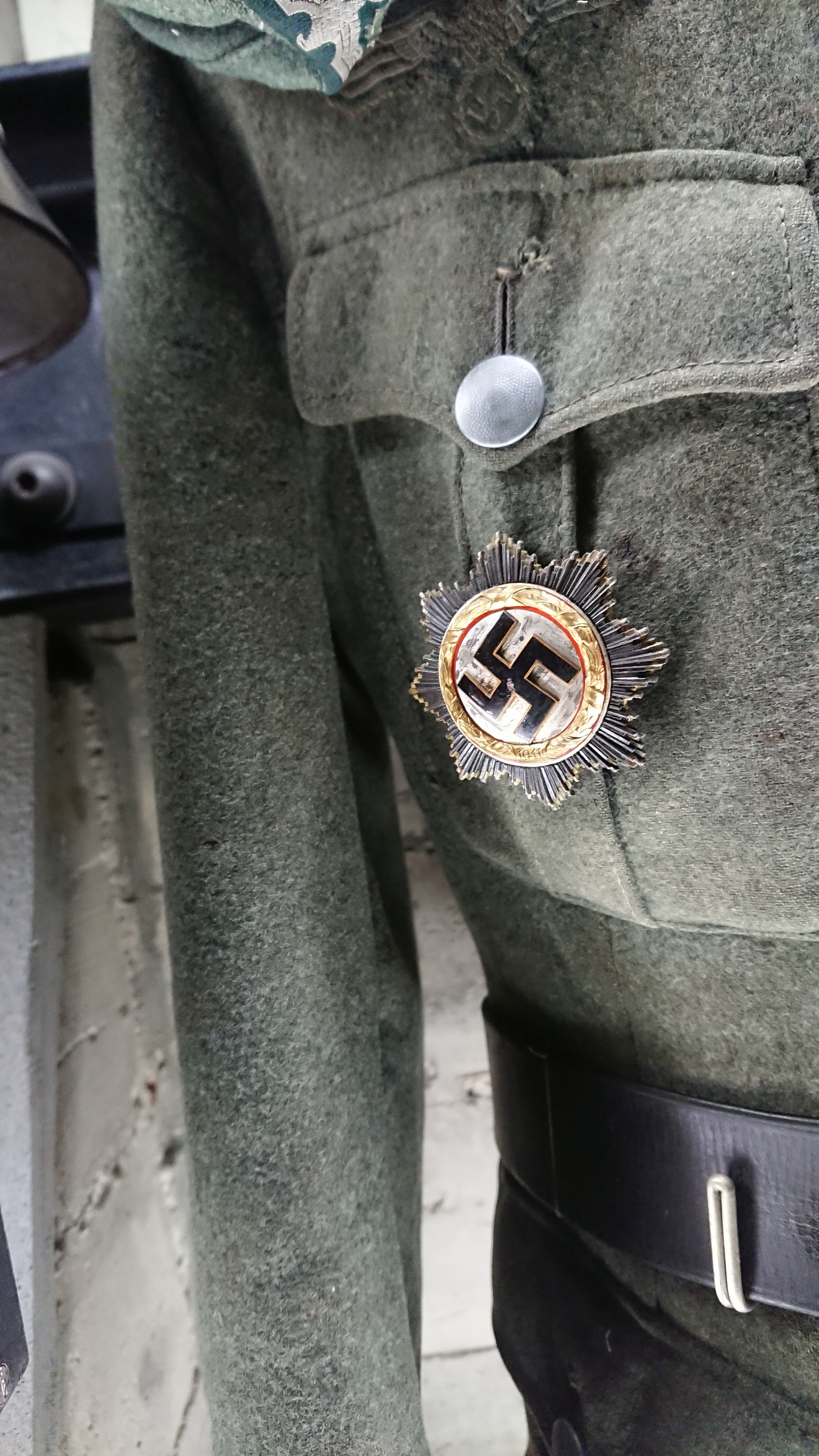
Немецкий крест на мундире

### Изготовление
Орден представлял собой сложную конструкцию (в диаметре 6.5 см) и состоял из пяти элементов, а цвет венка определял его степень.

### Статут
Это была самостоятельная награда, и её не обязательно было иметь для получения более почётного Рыцарского креста, однако ограничение было со стороны процесса получения её самой — обязательным было наличие у награждаемого либо Железного креста 1-го класса (для награждения Немецким крестом в золоте), либо Креста за военные заслуги 1-го класса (для награждения Немецким крестом в серебре).

### Степени
Крест, разработанный Робертом Кляйном, имел две степени:
- Немецкий крест в золоте — за храбрость на поле боя;
- Немецкий крест в серебре — за успехи в командовании без непосредственного участия в бою.

Степени были независимы друг от друга — то есть для награждения Немецким крестом в золоте не нужно было иметь Немецкий крест в серебре. Учитывая вышеописанные требования относительно Железного креста, получалась в своём роде двуединая награда из четырёх степеней различной зависимости меж собой.

### Правила ношения
Крест носился на груди справа на булавке. Поскольку он был довольно массивен и тяжёл, позднее была разработана его матерчатая версия для повседневного ношения на мундире в полевых условиях.

## Интересные факты
Впоследствии была разработана ещё версия с бриллиантами, которая располагалась между Рыцарским крестом железного креста и Рыцарским крестом железного креста с дубовыми листьями, она была вручена единственному офицеру Гансу-Ульриху Руделю самим Германом Герингом его поддержал рейхсминистр пропаганды Геббельс для поднятия духа Люфтваффе .
Фронтовики за помпезный внешний вид называли орден «яичница Гитлера», а лётчики в шутку называли его «Партийный значок для близоруких» (потому что центральная часть ордена, то есть чёрная свастика на белом фоне в золотом или серебряном венке, напоминала сильно увеличенный партийный значок НСДАП):

В середине января (1942) меня вызвали к дивизионному командиру. Генерал фон Функ принял меня крайне тепло.
— Люк, у меня для вас две важные новости. Я представил вас к награждению Рыцарским крестом. Несколько недель назад Гитлер учредил новый орден, Золотой Немецкий крест, который будет занимать место между Железным крестом 1-го класса и Рыцарским крестом. Все представленные к Рыцарскому кресту получат новую награду. Вы тоже. От имени фюрера я имею честь вручить вам новый орден за храбрость перед лицом неприятеля.
Я был поражен — здоровенная «звезда» со свастикой в середине. Этот помпезный знак полагалось носить на груди справа. Генерал улыбнулся:
— Солидно смотрится, правда? Тем не менее позвольте поздравить, — в голосе его звучала ирония.
Скоро кто-то придумал меткое прозвище для этого монстра — «яичница Гитлера». Я надевал орден только при посещении штабов.

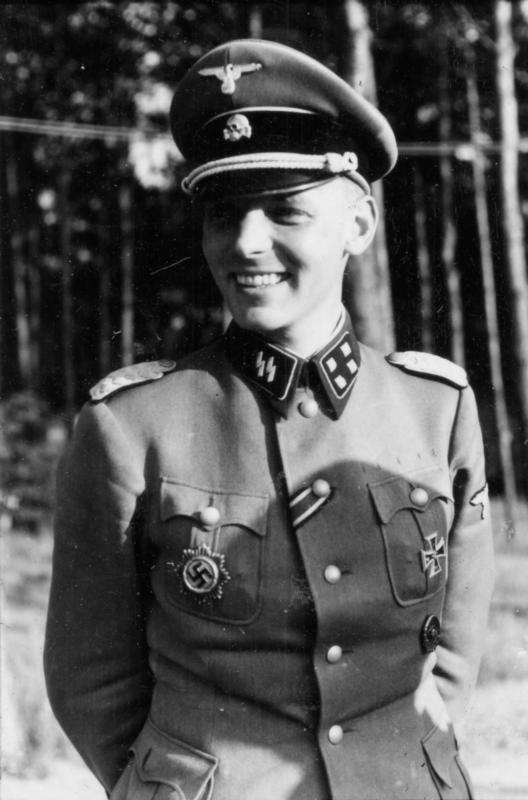
Штурмбаннфюрер СС
Х. Й. фон Хадельн с золотым Немецким крестом (1942)

## Категории награждённых
|                   | Золотой Немецкий крест | Серебряный Немецкий крест |
| ----------------- | ---------------------- | ------------------------- |
| Сухопутные войска | 14 639                 | 874                       |
| Кригсмарине       | 1 481                  | 105                       |
| Люфтваффе         | 7 248                  | 65                        |
| СС и полиция      | 822                    | 70                        |
| Иностранцы        | 48                     | 0                         |

16 человек получили оба класса ордена (из них 2 — одновременно). Среди иностранных кавалеров были 26 добровольцев войск СС.

## Современное положение
В соответствии с § 6 Закона Германии о титулах, орденах и почётных знаках от 26 июля 1957 года (нем. Gesetzes über Titel, Orden und Ehrenzeichen) награждённым орденом разрешено ношение денацифицированных вариантов знаков без свастики, которая на знаке в золоте заменена изображением Железного креста, на знаке в серебре — изображением денацифицированного варианта Креста Военных заслуг с мечами.

## Галерея

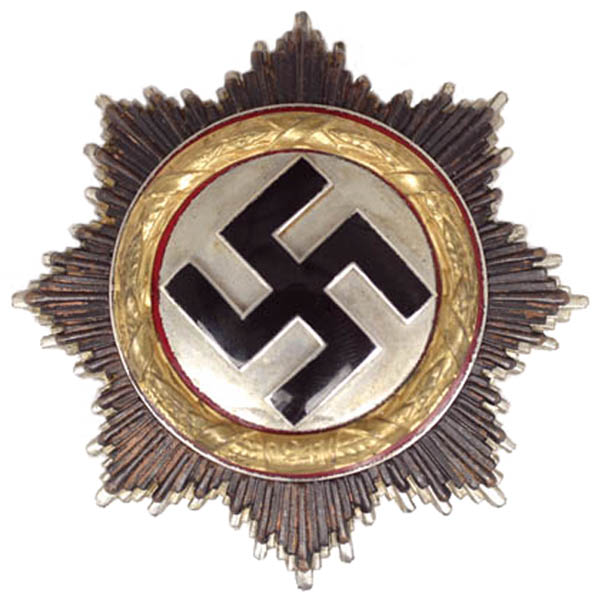
Немецкий крест в золоте
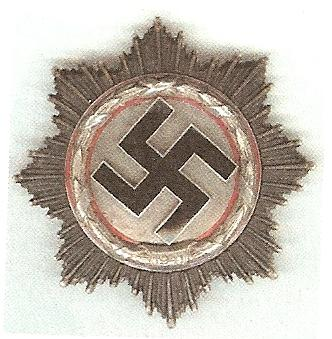
Немецкий крест в серебре
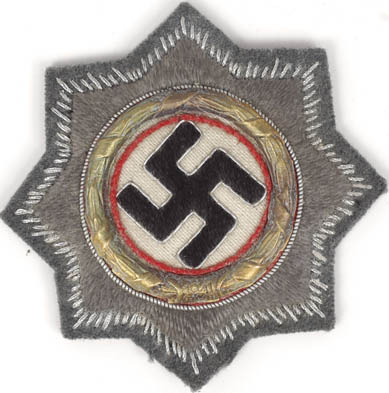
Матерчатый Немецкий крест в золоте для полевой формы
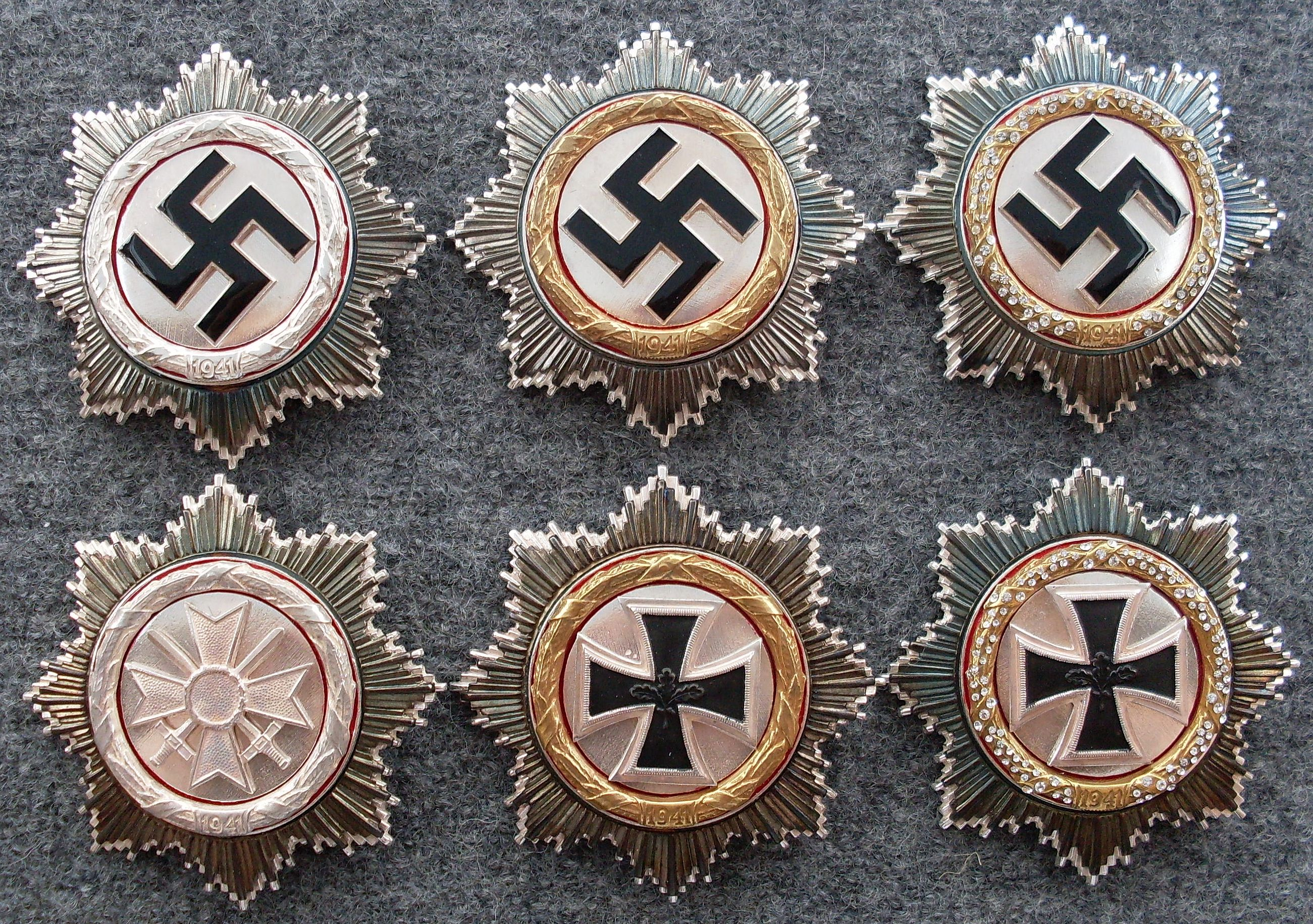
Исторические и современные знаки